# Livre de Sophonie
Le Livre de Sophonie ou de Cephania (en hébreu צְפַנְיָה, tséfaniyah) est un Livre de la Bible hébraïque. Il date du VIe siècle avant l'ère chrétienne. Sophonie est un prophète qui vécut pendant le règne de Josias, roi de Juda.

## Présentation
Il y est annoncé la venue du Jour du jugement de Dieu pour le peuple d'Israël qui a adopté des dieux païens et commis des mauvaises actions. Les nations voisines sont aussi menacées, en particulier les Philistins, le royaume de Moab, les Ammonites, la Nubie et la ville de Ninive, capitale de l'Assyrie. Seuls les humbles et les modestes resteront vivants et seront en sécurité sous la protection de Dieu.

## Résumé
Le chapitre 1 parle d'un jour à venir qui sera rempli de courroux et de détresse. Le chapitre 2 exhorte le peuple d'Israël à rechercher la justice et l'humilité. Le chapitre 3 parle de la venue du Messie (seconde venue pour les chrétiens) où toutes les nations se rassembleront pour le combat. Mais le Seigneur régnera parmi eux.